# Bolo-mármore

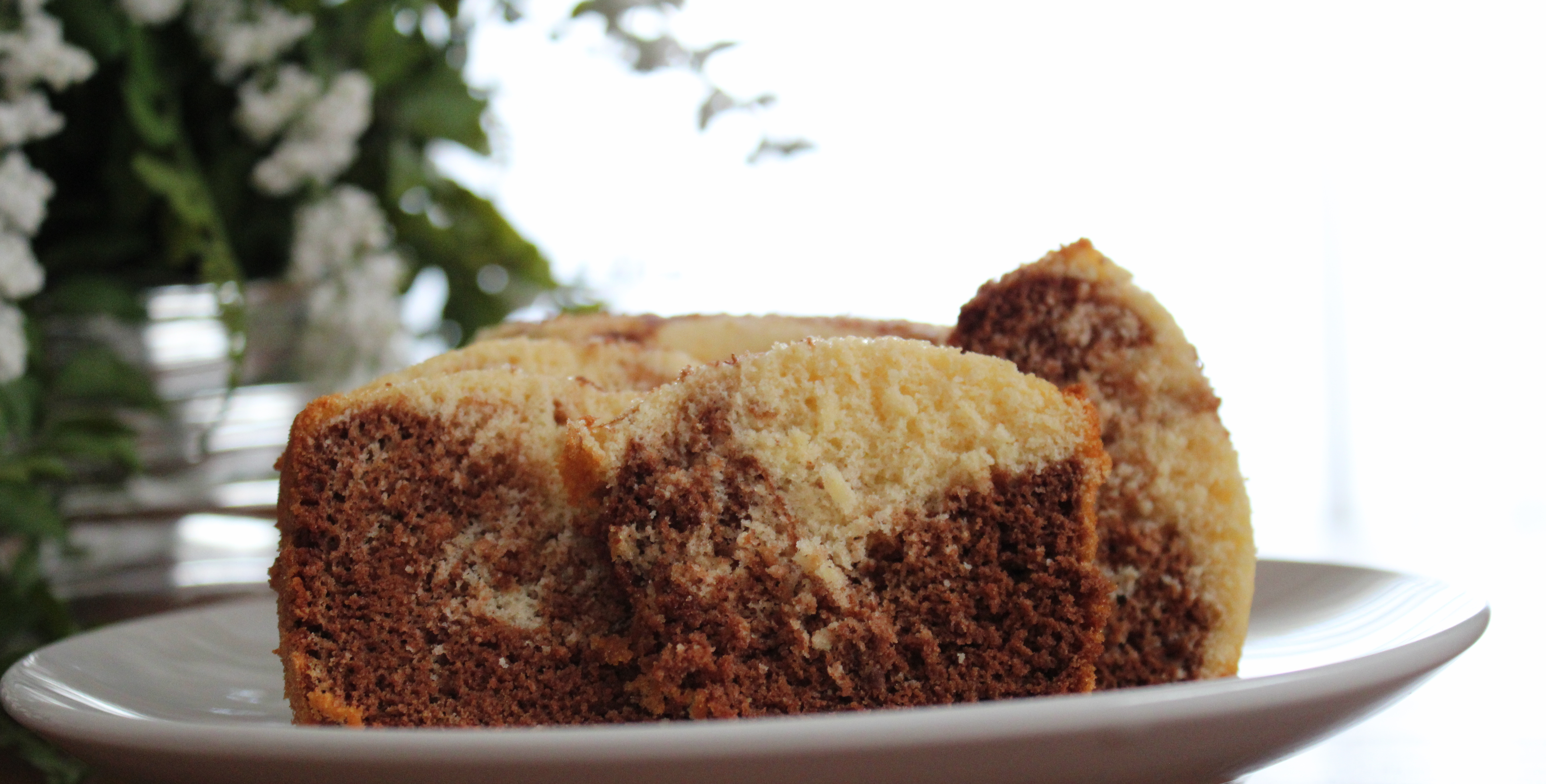
Bolo Mármore

O bolo mármore é um bolo de fatia, normalmente sem cobertura nem recheio, feito com duas massas: uma branca, outra de chocolate ou de outro sabor, como morango ou groselha, que se juntam na forma, antes de colocar no forno, mas sem misturar totalmente, ficando as fatias com o aspecto de placas de mármore. 

## Ingredientes
- 4 ovos;
- 2 chávenas de açúcar;
- 2 chávenas de farinha com fermento;
- 1/2 chávena de Óleo;
- 1/2 Chávena de leite;
- 1/2 Chocolate em pó.

## Modo de preparação
1. Pré-aqueça o forno a 200º;
2. Bata os ovos e o açúcar;
3. Acrescente a farinha;
4. De seguida, junte o leite e o óleo;
5. Unte a forma com manteiga e coloque lá metade da massa do bolo;
6. Na restante acrescente o chocolate em pó e junte à mistura que se encontra na forma;
7. Asse por 45 minutos.